# Villa Luján (Tucumán)
Villa Luján es un barrio de San Miguel de Tucumán, Tucumán, Argentina. Está delimitado por las avenidas Ejército del Norte, Mate de Luna, Viamonte y las calles Thames y Corrientes.

## Historia
El barrio fue creado en 1870 con el nombre de Nuevo Pueblo del Oeste, como un loteo en zonas de quintas y cultivos cercanas a los pies del Cerro San Javier. Con el paso del tiempo, se asentaron alrededor de la Plaza 1 de Mayo la iglesia en honor a la patrona del barrio, Nuestra Señora de Luján, la Escuela Marcos Paz, el Registro Civil y la Comisaría 7°. En 2015 se remodeló la plaza central del barrio al instalarse nuevo mobiliario urbano, iluminación led, juegos infantiles y construirse una pista de salud, cancha de básquet, pista de bochas y caminerías.
Asimismo diversas líneas de tranvías, como el Tranvía Rural de Tucumán, se extendieron hasta la barriada que permitieron conectarla con el centro. En 1936 se creó el Club Defensores de Villa Luján, principal institución deportiva del barrio. En su estadio se dieron diversos combates de boxeadores reconocidos como Carlos Monzón, Luis Thompson, la Tigresa Acuña o Látigo Coggi. Asimismo en su estadio se disputaron varios torneos de básquet o voleibol, tales como el Campeonato Fiba Américas en 1995, la Copa de las Américas de Vóley de 1998, el Campeonato Sudamericano de Vóley Femenino Sub-20 de 1990, entre otros.

## Educación
- Escuela Doctor Marcos Paz
- Escuela e Instituto Nuestra Señora de Luján
- Instituto Superior del Profesorado de Educación Física Norte Argentino

## Salud
- CAPS Villa Luján

## Seguridad
- Comisaría Seccional 7°

## Transporte

### Líneas de colectivos
- Línea 4
- Línea 5
- Línea 6
- Línea 7
- Línea 12
- Línea 18
- Línea 130

## Deportes
- Club Defensores de Villa Luján

## Parroquias de la Iglesia católica en Villa Luján
| Arquidiócesis | Arquidiócesis de Tucumán |
| ------------- | ------------------------ |
| Parroquia     | Nuestra Señora de Luján  |